# Kartovețke, Horodnea
Kartovețke (în ucraineană Картовецьке) este un sat în comuna Molojava din raionul Horodnea, regiunea Cernihiv, Ucraina.

## Demografie
Componența lingvistică a localității Kartovețke
     Ucraineană (85,71%)
     Rusă (14,29%)
Conform recensământului din 2001, majoritatea populației localității Kartovețke era vorbitoare de ucraineană (85,71%), existând în minoritate și vorbitori de rusă (14,29%).